# 斯普林瓦利 (內華達州)
斯普林瓦利（英語：Spring Valley）是位於美國內華達州克拉克縣的普查規定居民點。

## 人口
根據2020年美國人口普查的數據，斯普林瓦利的面積為91.96平方千米，皆為陸地。當地共有人口211597人，而人口密度為每平方千米2,300.97人。